# Левченко, Евгений Владимирович
Евгений Владимирович Левченко (род. 12 декабря 1963 года) — российский онколог, член-корреспондент РАН (2019).

## Биография
В 1990 году окончил Ставропольский государственный медицинский институт, специальность «Лечебное дело», затем там же проходил учёбу в ординатуре и аспирантуре.
В 1995 году защитил кандидатскую, а в 2005 году — докторскую диссертацию.
С 2006 года по настоящее время — заведующий хирургическим торакальным отделением, а с 2016 года по настоящее время — научный руководитель отделения торакальной онкологии НМИЦ онкологии имени Н. Н. Петрова.
В 2019 году избран член-корреспондентом РАН.

## Научная деятельность
Специалист в области лечения онкологических заболеваний легких, трахеи, плевры, пищевода, органов средостения.
Автор 133-и научных работ, 12-и патентов на изобретения.
Член правления Мультидисциплинарного Общества торако-абдоминальных онкологов, член правления Ассоциации Торакальных Хирургов России, член Международной Ассоциации по Изучению Рака Легкого (IASLC), Европейского Общества Кардиоторакальных Хирургов (EACTS), Европейского Общества Хирургической Онкологии (ЕSSO).